# Triaquis tetraedro truncado
En geometría, el triaquis tetraedro truncado es un poliedro convexo formado por 4 hexágonos y 12 triángulos isósceles. Se puede utilizar para teselar el espacio tridimensional, formando un panal triaquis tetraédrico truncado.
El triaquis tetraedro truncado es la forma de la celda de Voronoi de los átomos de carbono en el diamante, que se encuentra en la estructura cristalina del diamante cúbico. Como celda de Voronoi de un patrón espacial simétrico, es una plesioedro.

## Construcción

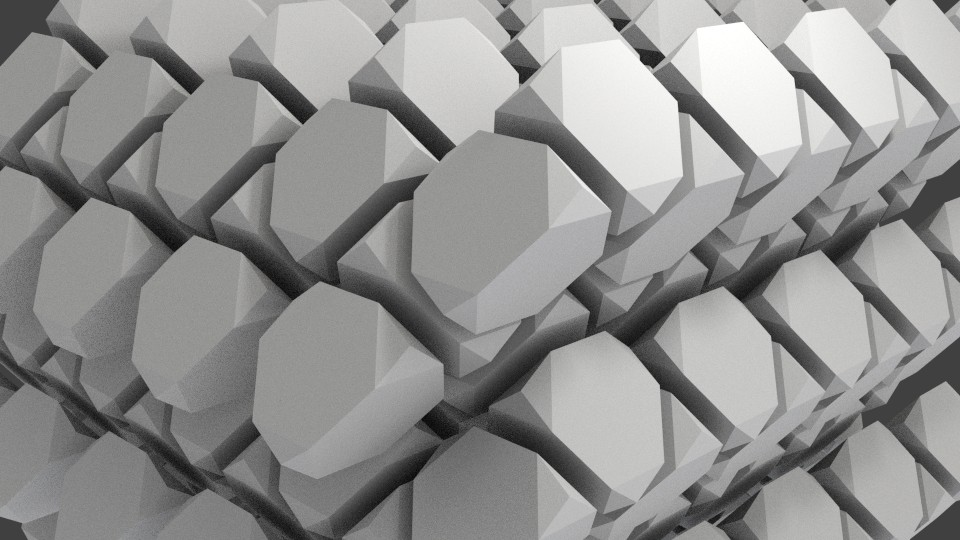
Panal triaquis tetraédrico truncado

Para rellenar el espacio, el triaquis tetraedro truncado se puede construir de la siguiente manera:
1. Truncar un tetraedro regular de modo que las caras grandes sean hexágonos regulares.
2. Agregar un vértice adicional en el centro de cada uno de los cuatro tetraedros más pequeños que se eliminaron, para formar una pirámide sobre cada una de ellas